# Kolibřík nádherný
Kolibřík nádherný (Lophornis magnificus) je malý druh kolibříka.

## Pojmenování
Rodový název pochází z řeckých slov λοφος (hřeben) a ορνις (pták) a druhový z latinského magnificus (nádherný).

## Popis
Patří k nejmenším ptákům světa: dosahuje délky 6–8 cm a váhy 2–3 gramu. Zbarvení je bronzově zelené s bílými, černými a červenohnědými znaky, samci mají také vztyčitelnou oranžovou chocholku na hlavě a límec z prodloužených bílých per. Zobák je dlouhý a tenký, zbarvený jasně červeně s černou špičkou.

## Výskyt
Obývá oblast atlantického lesa a cerrada na jihu a východě Brazílie. 

## Ekologie
Kolibřík nádherný je polygamním druhem. Období rozmnožování trvá od srpna do března, samci se snaží imponovat akrobatickým letem a předváděním pestrého peří, dochází mezi nimi také k soubojům. Do hnízd ve tvaru hlubokého košíku upleteného ze stébel, lišejníků a pavučin a dobře maskovaného v křoví snáší samička dvě vejce, která inkubuje dva týdny, po dalších třech týdnech mláďata opouštějí hnízdo.

## Potrava
Živí se nektarem z květů (převážně stračky a duranty) a hmyzem.